# Tobias Holmen Johansen
Tobias Holmen Johansen (Vestskogen, 29 agosto 1990) è un ex calciatore norvegese, di ruolo portiere.

## Biografia
Suo fratello, anch'egli calciatore, si chiama Eirik Holmen Johansen. Al momento del loro trasferimento in Inghilterra, furono seguiti dalla mamma Anne Louise e dai fratelli minori Herman e Jakob.

## Carriera

### Club
Holmen Johansen giocò per le giovanili del Teie e del Tønsberg, prima di entrare a far parte di quelle del Manchester City. Il 24 marzo 2010 fu ufficializzata la sua cessione in prestito dai Citizens al Kongsvinger. Debuttò nella Tippeligaen il 16 maggio dello stesso anno, nella sconfitta per tre a zero in casa dello Start. Il 7 giugno fu resa nota la rescissione del contratto che lo legava al Manchester City e cinque giorni dopo firmò un accordo dalla durata triennale con il Kongsvinger. Collezionò altre due apparizioni da titolare nella Tippeligaen, prima della retrocessione a fine stagione.